# Фантастика (Акунин)
«Фантастика» — роман Бориса Акунина; третья книга из серии «Жанры».

## Сюжет
Действие романа происходит в 1980 и 1990—1991 годах.
10 мая 1980 года на Колиной горе в Басмановском районе произошла трагедия «областного масштаба». Автобус загадочным образом был расплющен о неизвестный объект. Погибли все, кроме двоих молодых людей: Сергея Дронова и Роберта Дарновского. Перед столкновением ребята смогли разглядеть только Белую Колонну — ярко светящийся объект, который из ниоткуда появился посреди дороги. В результате катастрофы у каждого из них появилась своя уникальная способность: Роберт слышит мысли людей, когда смотрит им в глаза, а Сергей способен двигаться в 4 раза быстрее обычного человека.
Спустя 10 лет, в течение которых герои смогли, применяя свои способности, добиться определённых успехов в жизни, судьба снова сводит Сергея и Роберта. Оба они влюбляются в немую девушку, которая тоже оказалась 10 мая на месте катастрофы. Марианна (для Сергея девушку зовут Мария, а для Роберта — Анна) тоже обладает даром, она «видит», что у людей в душе, «видит» их мысли.
Борьба между героями из-за девушки заканчивается похищением Марианны неизвестными силами. Роберт и Сергей объединяются для поисков и находят её в одной из лабораторий, принадлежащих КГБ, однако сами попадают в ловушку.
Проснувшимся от долгого химического сна героям полковник Васильев объясняет, что причина интереса КГБ к ним заключается в необычных способностях, которыми обладает каждый из героев. Выясняется, что эти способности получены от Мигрантов — инопланетян, которые хотят захватить нашу планету. Задача Сергея, Марианны и Роберта — использовать свои способности для противодействия Мигрантам, тем более, что ситуация в СССР — тоже дело рук инопланетных захватчиков. Сергей соглашается, не раздумывая. Однако Роберт колеблется, так как Марианна сказала, что, по её ощущениям, Мигранты не преследуют разрушительных целей. Роберт садится в автомобиль и мчится на место катастрофы, с которой началась вся история, и врезается в ту же самую Белую Колонну — луч «живого» света, инопланетное явление, подарившее героям их способности.